# ISO 3166-2:VG
ISO 3166-2:VG – kody ISO 3166-2 dla Brytyjskich Wysp Dziewiczych.
Kody ISO 3166-2 to część standardu ISO 3166 publikowanego przez Międzynarodową Organizację Normalizacyjną. Kody te są przypisywane głównym jednostkom podziału administracyjnego, takim jak np. województwa czy stany, każdego kraju posiadającego kod w standardzie ISO 3166-1. 
Aktualnie (2018) dla Brytyjskich Wysp Dziewiczych nie zdefiniowano kodów dla podjednostek administracyjnych, a Brytyjskie Wyspy Dziewicze, pomimo że są brytyjskim terytorium zamorskim, nie posiadają kodu ISO 3166-2:GB wynikającego z podziału terytorialnego Wielkiej Brytanii. 